# Abies magnifica var. shastensis
Abies magnifica var. shastensis Lemmon, 1890, è una varietà naturale di A. magnifica appartenente alla famiglia delle Pinaceae, endemica di alcune zone montane degli stati di California e Oregon, negli Stati Uniti (dal Parco nazionale del lago Crater al Lassen Peak).

## Etimologia
Il nome generico Abies, utilizzato già dai latini, potrebbe, secondo un'interpretazione etimologica, derivare dalla parola greca ἄβιος = longevo. Il nome specifico magnifica è riferito al portamento imponente. L'epiteto shastensis fa riferimento al Monte Shasta, nel nord della California, sulle pendici del quale questa varietà fu rinvenuta e descritta.

## Descrizione
Questa varietà differisce da A. magnifica per i coni femminili più piccoli, lunghi 10-13 cm e larghi 4-5 cm, e per le brattee dei macrosporofilli, che sono esposte.

## Distribuzione e habitat
Vegeta in formazioni pure o miste, in associazione con Abies concolor nelle zone più miti, con Tsuga mertensiana nelle zone più fresche; predilige aree soleggiate e aperte, colonizzando spesso quelle interessate da incendi. Il clima di riferimento è fresco e umido, con brevi periodi caldi e secchi in estate.

## Tassonomia
La classificazione di questo taxon è molto controversa, e sussistono diverse opinioni da parte degli autori botanici: Liu (1971) e Silba (1986), considerano questa varietà come un ibrido tra A. procera e A. magnifica, Little (1979) la considera un sinonimo di A. magnifica, mentre Rushforth (1987) ne avvalora lo status di varietà. L'areale coincide tra la parte nord di quello di A. magnifica e quello sud di A. procera, con i caratteri morfologici dei coni femminili tipici di una transizione tra le due specie. Anche gli studi relativi alla possibile ibridazione rilevano una probabile intromissione genetica di A. procera in A. magnifica.

### Sinonimi
Sono riportati i seguenti sinonimi:
- Abies shastensis (Lemmon) Lemmon
- Abies shastensis var. xanthocarpa (Lemmon) Lemmon
- Abies magnifica subsp. shastensis (Lemmon) Silba